# Хінометани
Хінометани (англ. quinomethanes, рос. хинометаны) — метилиденциклогексадієнони й диметилиденциклогексадієни, формально утворені з хінонів заміною одного або обох атомів O метилиденовими групами. Пр., п-хінометан (І), п-хінодиметан (ІІ). Дирадикали, триплетний стан хінодиметанів теж називаються о- або п-ксилиленами.